# Station Subkowy
Station Subkowy is een spoorwegstation in de Poolse plaats Subkowy.